# 삽화가 목록
다음은 저명한 삽화가 목록이다.

## E
- E. H. 셰퍼드

## ㄱ
- 가스 윌리엄스
- 가쓰시카 호쿠사이
- 귀스타브 도레

## ㄴ
- 노먼 록웰
- 데이비드 W. 맥

## ㄷ
- 드루 스트루전

## ㄹ
- 로버트 크럼

## ㅁ
- 마틴 핸드포드
- 메리 블레어
- 모리스 센댁
- 밀튼 글레이저

## ㅂ
- 백희나
- 베아트릭스 포터
- 벤 샨

## ㅅ
- 셸 실버스타인
- 숀 탠
- 시슬리 메리 바커

## ㅇ
- 아마노 요시타카
- 아서 래컴
- 아트 스피겔먼
- 알폰스 무하
- 알프 프뢰위센
- 앤서니 브라운
- 앨릭스 로스
- 에밀 바야르
- 야나세 다카시
- 오노레 도미에
- 오브리 비어즐리
- 오토 빌헬름 토메
- 월터 크레인
- 윌리엄 스타이그
- 윌리엄 호가스
- 이수지
- 이원복

## ㅈ
- 제임스 몽고메리 플래그
- 제임스 진
- 조지프 크리스천 레이엔데커
- 존 테니얼

## ㅊ
- 찰스 키핑

## ㅋ
- 퀜틴 블레이크
- 크리스 반 알스버그

## ㅌ
- 테오도르 키텔센
- 토미 웅거러

## ㅍ
- 폴린 베인스

## ㅎ
- 하노흐 피벤
- 하워드 챈들러 크리스티